# Сад памяти (Дублин)
Сад памяти (англ. Garden of Remembrance, ирл. An Gairdín Cuimhneacháin) — мемориальный сад в Дублине, посвященный памяти «всех, кто отдал свою жизнь за свободу Ирландии». Занимает северную часть бывших садов при больнице Ротонда на Парнелл-сквер — георгианской площади у северного конца О’Коннелл-стрит. Сад был открыт в 1966 году президентом Эймоном де Валера во время празднования полувековой годовщины Пасхального восстания.

## История
Сад увековечивает память борцов за свободу Ирландии, участвовавших в шести восстаниях против британского присутствия:
- восстания 1798 года Общества объединенных ирландцев;
- восстания 1803 года[англ.] под руководством Роберта Эммета;
- восстания 1848 года[англ.] Молодой Ирландии;
- восстания 1867 года[англ.] Фенианского братства;
- Пасхального восстания 1916 года;
- войны за независимость Ирландии 1919—1921 годов, которую вела Ирландская республиканская армия.

На территории Сада памяти в 1913 году была основана военная организация — Ирландские добровольцы, члены которой принимали активное участие в Пасхальном восстании, вместе с членами Ирландской гражданской армии. После подавления восстания, британцы держали здесь под арестом лидеров повстанцев, прежде чем отправили их в тюрьму Килмэнхем. Президент Эймон де Валера, открывший Сад памяти, был одним из участников того восстания и командиром повстанцев.
Королева Елизавета II возложила венок в Саду памяти во время официального визита в мае 2011 года. Жест Её величества получил высокую оценку в средствах массовой информации Ирландии.

## Описание
Мемориал был построен по проекту архитектора Дайти Хэнли. Сад представляет собой приподнятые террасы вокруг крестообразной ямы с крестообразным бассейном в центре. Бассейн выложен мозаичной плиткой в виде синих и зелёных волн, прерываемых в нескольких местах плиточными изображениями сломанного оружия. Тема мозаики основана на кельтской традиции отмечать конец битвы, бросая сломанное оружие в реки. По периметру ямы чередуются скамейки и контейнеры с цветами. В 1971 году у вершины креста была установлена скульптура «Дети Лира» работы Ойсина Келли, которая была изготовлена в Художественной литейной мастерской Фердинандо Маринелли во Флоренции. Первоначальный план включал здесь скульптуру, изображавшую борьбу Ирландии.
В 1976 году был проведён конкурс на стихотворение, которое должно было выражать как признательность борцам за свободу, так и вдохновлять на эту борьбу современников. Победителем стал писатель Лайам Макайстин, чьё стихотворение «Мы видели видение» в стиле айслинга было написано на ирландском, французском и английском языках на каменной стене у вершины креста. Стиль айслинг использовали ирландские поэты XVIII века в стихах, призывавших положить конец плачевному состоянию Ирландии.

«Мы видели видение»

Во мраке отчаяния мы увидели видение,

Мы зажгли свет надежды, и он не погас.

В пустыне разочарования мы увидели видение.

Мы посадили дерево доблести, и оно зацвело.

Зимой рабства мы увидели видение.

Мы растопили снег бездействия, и из него потекла река воскресения.

Мы отправили своё видение, как лебедь по реке. Видение стало реальностью.

Зима стала летом. Рабство стало свободой, и это мы оставили вам в наследство.

О поколения свободы, помните нас, поколения видения.
Оригинальный текст (англ.)«We Saw A Vision»

In the darkness of despair we saw a vision,

We lit the light of hope and it was not extinguished.

In the desert of discouragement we saw a vision.

We planted the tree of valour and it blossomed.

In the winter of bondage we saw a vision.

We melted the snow of lethargy and the river of resurrection flowed from it.

We sent our vision aswim like a swan on the river. The vision became a reality.

Winter became summer. Bondage became freedom and this we left to you as your inheritance.

O generations of freedom remember us, the generations of the vision.

В 2007 году был построен новый вход в Сад памяти на северной стороне.